# Tantalus Media
Tantalus Media (ehemals Tantalus Entertainment und Tantalus Interactive) ist ein australischer Entwickler für Videospiele und wurde 1994 in Melbourne gegründet. Seit 2021 ist Tantalus ein Teil der Keywords Studios. Tantalus ist hauptsächlich dafür bekannt, Spiele auf verschiedene Plattformen zu portieren.

## Geschichte
Nach seiner Gründung begann Tantalus damit, Arcade-Spiele für Heimkonsolen zu adaptieren. Dazu gehörten Manx TT Superbike (1995), Area 51 (1995), The House of the Dead (1998) und Maximum Force (1997), die alle auf dem Sega Saturn veröffentlicht wurden. Mit Portierungen von Titeln wie Monster Truck Madness und Top Gear Rally auf den Game Boy Advance schaffte es Tantalus sein Können unter Beweis zu stellen. Infolgedessen wurde das Studio mit vielen weiteren Handheld-Portierungen für beliebte Franchises beauftragt. Dazu gehören SpongeBob, MX vs ATV, Cars, Ben 10 und Pony Friends.
Im Jahr 2018 gab Tantalus Media bekannt, dass sie bereits über 40 Videospieltitel entwickelt haben und eines der größten unabhängigen Entwicklerstudios der Welt sind. Seit 2018 fokussiert sich Tantalus Media mehr auf Mainstream-Titel, wie Zelda, Sonic Mania und Cities: Skylines mit langfristiger DLC-Unterstützung.
Am 18. März 2021 gab Keywords Studios bekannt, 85 % der Anteile an Tantalus zu erwerben.

## Entwickelte Spiele
Folgende Spiele wurden von Tantalus entwickelt oder portiert:
| Jahr | Titel                                                              | Plattformen                          |
| ---- | ------------------------------------------------------------------ | ------------------------------------ |
| 1994 | Stargate                                                           | SNES                                 |
| 1995 | Wipeout                                                            | Saturn                               |
| 1995 | Area 51                                                            | PlayStation, Saturn, Windows         |
| 1995 | Manx TT Superbike                                                  | Saturn, Windows                      |
| 1996 | Krazy Ivan                                                         | Windows                              |
| 1997 | Wipeout 2097                                                       | Saturn                               |
| 1997 | Maximum Force                                                      | PlayStation, Saturn, Windows         |
| 1998 | The House of the Dead                                              | Saturn, Windows                      |
| 1999 | Mary King’s Riding Star                                            | PlayStation                          |
| 2000 | South Park Rally                                                   | Dreamcast, N64, PlayStation, Windows |
| 2001 | Equestriad 2001                                                    | PlayStation, Windows                 |
| 2001 | Mary-Kate and Ashley: Winners Circle                               | PlayStation                          |
| 2002 | ATV Quad Power Racing                                              | GBA                                  |
| 2002 | Looney Tunes Space Race                                            | PS2                                  |
| 2002 | Men In Black 2: Alien Escape                                       | GameCube                             |
| 2002 | Woody Woodpecker in Crazy Castle 5                                 | GBA                                  |
| 2003 | Top Gear Rally                                                     | GBA                                  |
| 2003 | The Flintstones: Dino to the Rescue                                | GBA                                  |
| 2003 | Unreal 2 The Awakening                                             | Xbox                                 |
| 2003 | Monster Truck Madness                                              | GBA                                  |
| 2004 | The Polar Express                                                  | GBA                                  |
| 2004 | The Adventures of Jimmy Neutron Boy Genius: Attack of the Twonkies | GBA                                  |
| 2005 | SpongeBob SquarePants: The Yellow Avenger                          | NDS, PSP                             |
| 2005 | Payload                                                            | N-Gage                               |
| 2006 | Trick Star                                                         | GBA                                  |
| 2006 | MX vs ATV: On the Edge                                             | PSP                                  |
| 2007 | Pony Friends                                                       | NDS                                  |
| 2007 | Cars 2: Mater-national Championship                                | GBA, NDS                             |
| 2007 | MX vs ATV: Untamed                                                 | NDS, PSP                             |
| 2008 | The Legend of Spyo: Dawn of the Dragon                             | NDS                                  |
| 2009 | Cars: Race-O-Rama                                                  | NDS, PSP                             |
| 2009 | Pony Friends 2                                                     | NDS, Wii, Windows                    |
| 2009 | MX vs ATV: Reflex                                                  | PSP, PSP Go, NDS                     |
| 2009 | Super Speed Machines                                               | NDS                                  |
| 2010 | Drift Street International                                         | DSi                                  |
| 2010 | Legend of the Guardians                                            | NDS                                  |
| 2010 | Megamind                                                           | NDS, PSP                             |
| 2011 | Ben 10: Galactic Racing                                            | NDS                                  |
| 2011 | Shift 2: Unleashed                                                 | iOS                                  |
| 2012 | Funky Barn 3D                                                      | 3DS                                  |
| 2012 | Pony Trails                                                        | iOS                                  |
| 2012 | Funky Barn                                                         | Wii U                                |
| 2012 | Mass Effect 3                                                      | Wii U                                |
| 2013 | Deus Ex: Human Revolution Director’s Cut                           | Wii U                                |
| 2015 | Pony Trails                                                        | Android                              |
| 2015 | Zombi                                                              | Xbox One, PS4, Windows               |
| 2016 | The Legend of Zelda: Twilight Princess HD                          | Wii U                                |
| 2017 | Cities: Skylines                                                   | Xbox One, PS4, Windows 10            |
| 2017 | RiME                                                               | Switch                               |
| 2017 | Sonic Mania                                                        | Switch                               |
| 2017 | Cities Skylines: Snowfall                                          | Xbox One, PS4, Windows 10            |
| 2017 | Cities Skylines: Mod Content                                       | Xbox One                             |
| 2018 | Cities Skylines: Content Creator Pack                              | Xbox One, PS4, Windows 10            |
| 2018 | Sonic Mania Plus                                                   | Switch                               |
| 2018 | Cities Skylines: Natural Disasters                                 | Xbox One, PS4, Windows 10            |
| 2018 | Cities Skylines: Mass Transit                                      | Xbox One, PS4, Windows 10            |
| 2018 | Cities Skylines: Nintendo Switch                                   | Switch                               |
| 2019 | Cities Skylines: Green Cities                                      | Xbox One, PS4, Windows 10            |
| 2019 | Stellaris                                                          | Xbox One, PS4                        |
| 2019 | Stellaris : Plantoids                                              | Xbox One, PS4                        |
| 2019 | Cities Skylines: Parklife                                          | Xbox One, PS4, Windows 10            |
| 2019 | Stellaris : Leviathans                                             | Xbox One, PS4                        |
| 2019 | Jupiter & Mars                                                     | PS4, PSVR                            |
| 2019 | Cities Skylines: Industries                                        | Xbox One, PS4, Windows 10            |
| 2019 | Cities Skylines: Campus                                            | Xbox One, PS4, Windows 10            |
| 2019 | Cities Skylines: DLC                                               | Xbox One, PS4, Windows 10            |
| 2019 | Age of Empires II: Definitive Edition                              | Windows 10                           |
| 2020 | Cities: Skylines - Sunset Harbor DLC                               | Xbox One, PS4, Windows 10            |
| 2020 | Stellaris: Synthetic Dawn Story Pack                               | Xbox One, PS4                        |
| 2020 | Stellaris: Apocalypse Expansion and Humanoids Species Pack         | Xbox One, PS4                        |
| 2020 | Stellaris: Distant Stars Story Pack                                | Xbox One, PS4                        |
| 2020 | Age of Empires III: Definitive Edition                             | Windows 10                           |
| 2021 | The Legend of Zelda: Skyward Sword HD                              | Switch                               |
| 2022 | Cities: Skylines - Airports DLC                                    | Xbox One, PS4, Windows 10            |
| 2022 | Cities: Skylines - Stadia                                          | Stadia                               |
| 2024 | Luigi's Mansion 2 HD                                               | Switch                               |